# Епархия Мана
Епархия Мана (лат. Dioecesis Manensis) — епархия Римско-Католической церкви с центром в городе Ман, Кот-д’Ивуар. Епархия Мана входит в митрополию Ганьоа. Кафедральным собором епархии Мана является церковь святого Архангела Михаила.

## История
8 июня 1968 года Римский папа Павел VI выпустил буллу «Qui imperio Christi», которой учредил епархию Мана, выделив её из епархии Далоа. В этот же день епархия Мана вошла в митрополию Абиджана.
19 декабря 1994 года епархия Мана передала часть своей территории для новой епархии Одиенне и в этот же день вошла в митрополию Ганьоа.

## Ординарии епархии
- епископ Бернар Агре (8.06.1968 — 6.03.1992) — назначен епископом Ямусукро;
- епископ Joseph Niangoran Teky (17.12.1992 — 18.12.2007);
- епископ Gaspard Béby Gnéba (18.12.2007 — по настоящее время).
  - архиепископ Жан-Пьер Кутва (27.12.2024 — по настоящее время — апостольский администратор sede plena).

## Источник
- Annuario Pontificio, Libreria Editrice Vaticana, Città del Vaticano, 2003, ISBN 88-209-7422-3
- Булла Qui imperio Christi (лат.)